# Bohr
Slægten Bohr er en dansk familie af videnskabsfolk, forskere og amatørsportsfolk
- H.G. Bohr (1813 - 1880), skolemand
  - Henrik Bohr (1844 - 1904), officer, jurist og ingeniør
  - Christian Bohr (1855 - 1911), mediciner og Københavns Universitets rektor. Gift med Ellen Bohr, kunstner og datter af D.B. Adler
    - Niels Bohr (1885 - 1962), fysiker og modtager af nobelprisen i fysik i 1922. Gift med Margrethe Nørlund Bohr.
      - Erik Bohr (1920 - 1990), civilingeniør og industriråd
      - Hans Bohr (1918 - 2010), professor, overlæge, dr.med.
        - Henrik Georg Bohr (1951 - ), biofysiker og professor på Danmarks Tekniske Universitet.

      - Aage Bohr (1922 - 2009), fysiker og modtager af nobelprisen i fysik i 1975.
        - Tomas Bohr (1953 - ), fysiker og professor ved Institut for Fysik på Danmarks Tekniske Universitet.
        - Vilhelm Bohr (?? - ??), læge og forsker

      - Ernest Bohr (1924 - 2018), jurist, landsretssagfører og hockeyspiller. Gift med Else Bohr, jurist og dommer
        - Jakob Bohr (1957 - ), fysiker, professor ved Institut for Matematik og Computer Science på Danmarks Tekniske Universitet.

    - Harald Bohr (1887 - 1951), matematiker og fodboldspiller

Niels fik stor støtte af sin familien. Ellen, Margrethe og Harald hjalp alle med at ned skrive Niels' videnskabelige artikler, hvor han dikterede. Blandt disse var hans afhandling og muligvis hans essay til nobelprisen.
Niels' ældste søn, der også hed Christian, død i en bådulykke i 1934, og en anden søn døde af meningitis. Hans øvrige fire sønner voksede dog op og blev succesfulde i hver sit område. Aage Bohr blev en stor fysiker og modtog nobelprisen i fysik i 1975. Hans blev læge, Erik blev civilingeniør og Ernest blev advokat.
Tre af Aages sønner, Vilhelm og Tomas Bohr blev også forskere. Vilhelm er forsker på Laboratory of Molecular Gerontology ved National Institutes of Health, og arbejder på DNA-reparation. Tomas er professor ved Institut for Fysik på Danmarks Tekniske Universitet, hvor han forsker i fluiddynamik.

## Sport
Niels og Harald spillede også fodbold, og de to brødre deltog i en række kamp for Akademisk Boldklub, med Niels som målmand og Harald som forsvarsspiller. Harald spillede for Danmarks fodboldlandshold under sommer-OL 1908.
Ernest Bohr deltog i sommer-OL 1948 som en del af Danmarks hockeylandshold.